# Castello di Ortona dei Marsi
Das Castello di Ortona dei Marsi ist die Ruine einer Höhenburg über dem Giovenco-Tal in der italienischen Gemeinde Ortona dei Marsi in der Provinz L’Aquila.

## Geschichte

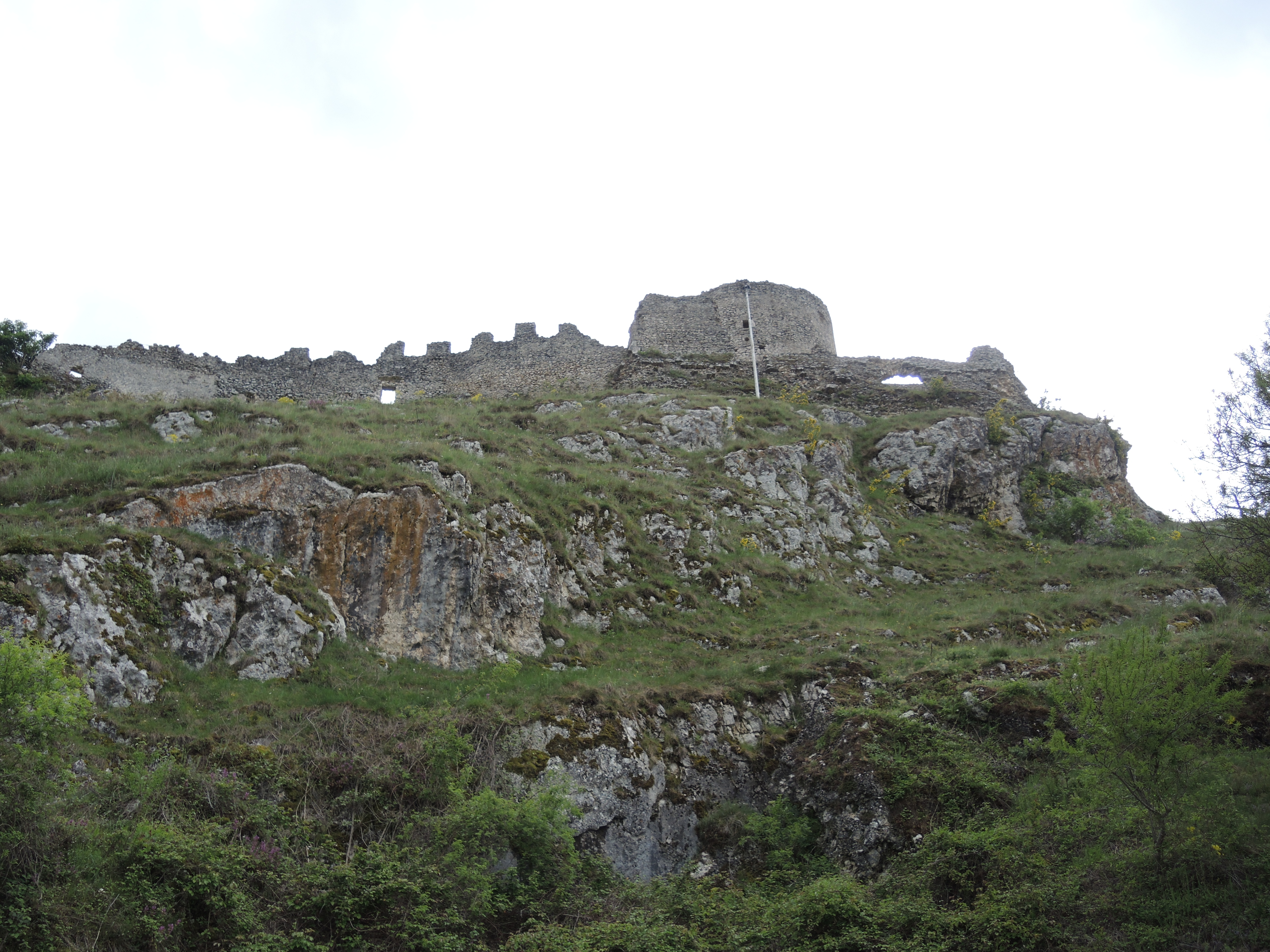
Blick auf die Burg

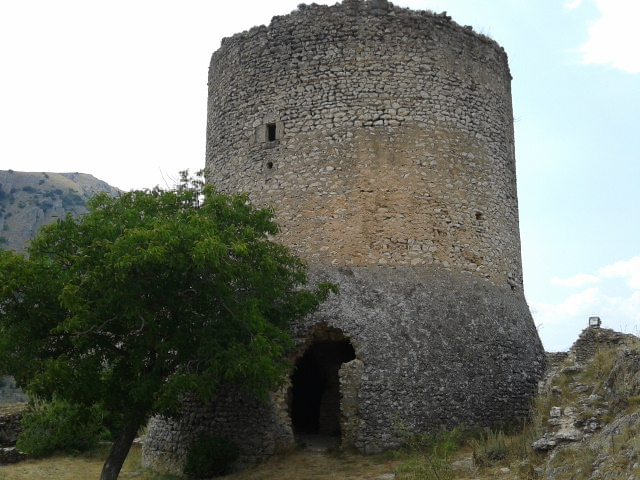
Burgturm

Ortona dei Marsi liegt in einer strategisch wichtigen Position über einem Tal, das die Hochebene von Fucino im Osten mit dem Tal des Sagittario verbindet, und hat uralte Wurzeln, die auf italische Stadt Milonia zurückgehen.
Die ersten historischen Quellen über das heutige Dorf stammen aus dem 12. Jahrhundert und beziehen sich auf die Zugehörigkeit des Lehens zu den Grafen von Celano. Nacheinander fiel das Lehen im 15. Jahrhundert an die Cantelmos und 1666 an Francescantonio Paolini, um im 18. Jahrhundert in den Besitz der Familie Massimi zu gelangen.
Die Burg, die sich zu Beginn des 20. Jahrhunderts schon in Verfall befand, erlitt beim Erdbeben von Avezzano 1915 keinen weiteren, ernsthaften Schaden. Die Gebäude der ursprünglichen Burg befinden sich in ruinösem Zustand, nur der Turm ist gut erhalten.

## Beschreibung
Die Burgruine über dem Dorf und dem Tal des Giovenco besteht aus den Ruinen der Kurtine und einem Turm im Zentrum der Festung.
Der zylindrische Turm mit angeschrägtem Fundament wurde im 16. Jahrhundert der Burg hinzugefügt, um die Kontrolle der Siedlung durch die Grundherren im Falle eines möglichen Volksaufstandes zu ermöglichen.
In den Turm gelangte man durch einen an erhöhter Stelle angebrachten Eingang auf der Nordseite; auf der gegenüberliegenden Seite findet sich eine Öffnung mit Schlitz.